# Pèire de Vic
Pèire de Vic conegut com a lo monge de Montaudon (el monjo de Montaudon) va ser un trobador nascut vers l'any 1143 a Castelvielh de Vic de Carladés, Alvèrnia. Va morir l'any 1210 al Priorat de Sant Pere de Bell-lloc a Vinçà (Conflent, Catalunya Nord).

## Vida i obra

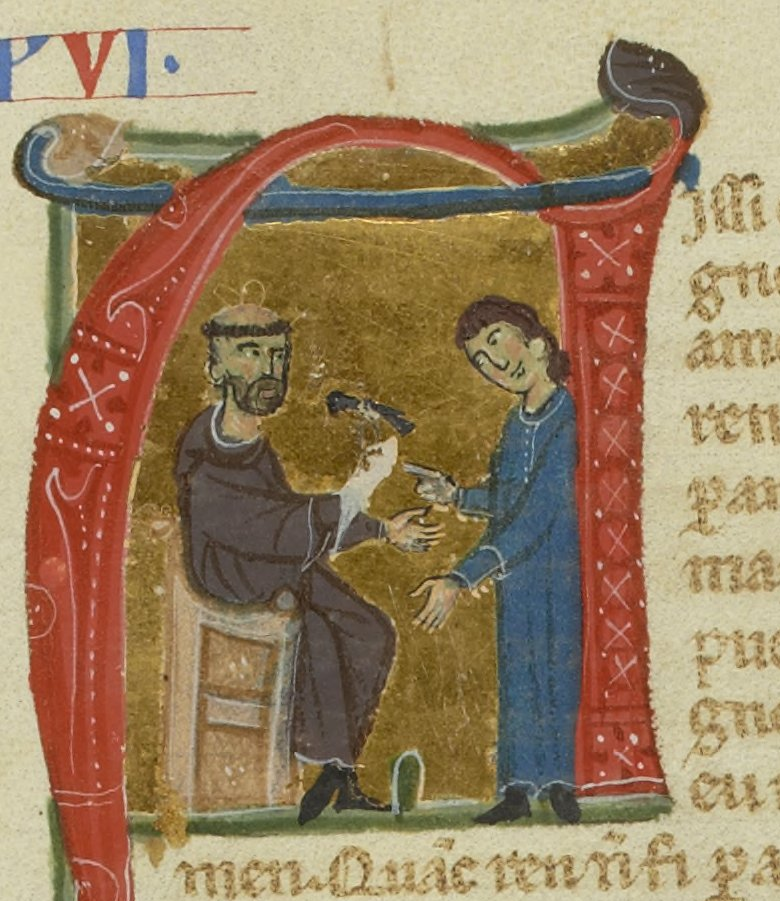
Miniatura que representa Pèire de Vic obtenint l'esparver BnF ms. 854 fol. 135; cançoner I

Aquest trobador pertanyia a la família acomodada del senyor de Castelvielh de Vic. Va cursar els seus estudis al monestir benedictí de Sant Guerau d'Orlhac a Aquitània on va prendre l'hàbit benedictí. Va viatjar molt a la cort d'Alfons I el Cast de qui fou protegit. Destacà en la cançó realista i satírica, d'inspiració festiva, que fa pensar en la dels goliards.
Es conserva una vida prou extensa d'aquest trobador. S'hi explica que tot i essent monjo, feia poemes i li permeteren de fer una vida mundana on menjava carn i festejava les dones. En aquestes festes poètiques hauria guanyat un esparver, com es veu en la miniatura del cançoner I, que il·lustra aquest paràgraf.
Es conserven 18 composicions d'aquest trobador. De dues d'elles es conserva la melodia.
Pèire de Vic és sobretot conegut pels enuegs (literalment 'enuigs') que són peces on s'enumeren sèries de coses que molesten. Pèire de Vic fou el creador d'aquest tipus de subgènere que tindrà continuïtat, entre d'altres, en Jordi de Sant Jordi.
És molt citada també Pois Peire d'Alvergn' a chantat (305, 16) que és una galeria satírica de trobadors (composta vers 1195) on en cada estrofa es critica un trobador contemporani. Segueix el model de la de Pèire d'Alvernha. Hi parla malament de Guilhem de Saint-Leidier, Raimon Jordan, Raimon de Miraval, Peirol, Gaucelm Faidit, Guilhem Ademar, Arnaut Daniel, Arnaut de Maruelh, Salh d'Escola, Guiraudó lo Ros, Folquet de Marsella, Peire Vidal, a més d'algun altre de difícil identificació.

### Cansos
- (305,1)[1] Aissi com cel qu'a estat ses seignor
- (305,2) Aissi com cel qu'a plait mal e sobrier
- (305,3) Aissi com cel qu'es en mal seignoratge
- (305,4) Aissi com cel qu'om men' al jutjamen
- (305,6) Ara pot madomna saber (amb música conservada)
- (305,9a) Cel qi qier cosseil e·l cre
- (305,14) Mos sens e ma conoissensa

### Cobla esparsa
- (305,17) Seigner, s'aguessetz regnat

### Satira
- (305,11) L'autre jorn m'en pogei el cel

### Sirventes
- (305,5) Amics Robertz, fe que dei vos (enueg)
- (305,8) Be·m enuejan, per saint Marsal (enueg)
- (305,9) Be·m enueja per saint Salvaire (enueg)
- (305,10) Be·m (Fort m') enoja, s'o auzes dire (enueg) (amb música sobre un sirventès de Bertran de Born)
- (305,15) Mout me platz deportz e guayeza
- (305, 16) Pois Peire d'Alvergn' a chantat

### Tensos(imaginàries)
- (305,7) Autra vetz fui a parlamen
- (305,12) L'autrier fui en paradis (l'autor diu que ha pujat al cel i ha parlat amb Déu)
- (305,13) Manens et frairis foron compaigno

### Repertoris
- Guido Favati (editor), Le biografie trovadoriche, testi provenzali dei secc. XIII e XIV, Bologna, Palmaverde, 1961, pàg. 209
- Alfred Pillet / Henry Carstens, Bibliographie der Troubadours von Dr. Alfred Pillet […] ergänzt, weitergeführt und herausgegeben von Dr. Henry Carstens. Halle : Niemeyer, 1933 [Pèire de Vic és el número PC 305]
- Martí de Riquer, Vidas y retratos de trovadores. Textos y miniaturas del siglo XIII, Barcelona, Círculo de Lectores, 1995 p. 163-166 [Reproducció de la vida, amb traducció a l'espanyol, i miniatures dels cançoners A, I i K]